# Tonya Harding
Pour les articles homonymes, voir Harding.
Tonya Harding, née le 12 novembre 1970 à Portland, est une patineuse artistique américaine. Elle fut la première Américaine à faire un triple axel en compétition internationale. Elle a été condamnée en justice et exclue par sa fédération sportive pour son rôle dans l'affaire Harding-Kerrigan lors des Jeux olympiques de Lillehammer en 1994. Après sa carrière de patineuse, elle se consacre pendant deux ans à la boxe anglaise.

## Biographie

### Enfance
Tonya Maxene Harding, née le 12 novembre 1970 à Portland, est la fille unique de LaVona Golden (1940-) et de son cinquième mari Albert Gordon Harding (1933–2009). Elle commence le patinage dès l'âge de trois ans. Sa mère alcoolique la bat et la force à s’entraîner pendant des heures.

### Première Américaine à réaliser le triple axel
Lors des championnats des États-Unis de 1991, Tonya Harding réalise pour la première fois de l'histoire du patinage américain un triple axel, figure consistant à sauter et à faire trois tours et demi en l'air. Tonya Harding rentre ainsi dans la légende, pour ce saut d'exception. Elle le réalise également au championnat du monde à Munich en 1991. Elle a également l'audace de le tenter dans le programme court des Jeux olympiques d'Albertville en 1992, en le plaçant dans la combinaison de sauts, mais elle chute.

### Affaire Harding-Kerrigan
Six semaines avant les Jeux olympiques d'hiver de 1994, Nancy Kerrigan est agressée et blessée au genou avec une barre de fer, la veille de championnats américains qualificatifs pour ces jeux. L'enquête démontre que l'entourage de Tonya Harding, son mari et son agent, sont impliqués. Harding affirme n'avoir été au courant de l'implication de ses proches qu'un mois après l'agression. Elle ne prévient la police que lorsqu'on lui parle des risques encourus en cas de faux témoignage.
Nancy Kerrigan, moins blessée qu'on a pu le croire, remporte la médaille d'argent durant les Jeux. Durant cette compétition, Tonya Harding, invoquant un problème de lacet avec son patin, a une seconde chance, mais, déconcentrée, elle accroche notamment sur une réception de saut, et ne finit qu'à la huitième place.
À la suite de cette affaire, Tonya Harding est exclue de la fédération américaine de patinage et condamnée à une amende de 110 000 $ et à 500 heures de travaux d'intérêt général pour faux témoignage (pour lequel elle plaide coupable). Elle est par la suite sujet d'un scandale avec la sortie d'une cassette érotique de sa nuit de noces pour laquelle elle nie avoir donné son accord. Elle a joué également dans un film d'action passé inaperçu.
Elle se reconvertit ensuite pendant deux ans à la boxe anglaise, combattant notamment, pour le programme de télé-réalité Celebrity Boxing, contre Paula Jones en 2002. Elle enchaîne les victoires avant d’arrêter en raison d’un problème d’asthme,.
D’après un portrait de la patineuse dans The New York Times, elle a aussi travaillé comme soudeuse et vendeuse dans un grand magasin.

## Palmarès
| Jeux olympiques d'hiver     |         |         |         |         |         |         | 4e      |         | 8e      |  |  |  |  |  |
| Championnats du monde       |         |         |         |         |         | 2e      | 6e      |         | F       |  |  |  |  |  |
| Championnats des États-Unis | 6e      | 5e      | 5e      | 3e      | 7e      | 1re     | 3e      | 4e      | 1re     |  |  |  |  |  |
|                             |         |         |         |         |         |         |         |         |         |  |  |  |  |  |
| Autres Compétitions         | 1985/86 | 1986/87 | 1987/88 | 1988/89 | 1989/90 | 1990/91 | 1991/92 | 1992/93 | 1993/94 |  |  |  |  |  |
| Skate America               |         | 2e      |         |         | 1re     |         | 1re     |         | 3e      |  |  |  |  |  |
| Skate Canada                |         |         |         |         |         |         |         | 4e      |         |  |  |  |  |  |
| Coupe d'Allemagne           |         |         |         |         | 1re     |         |         |         |         |  |  |  |  |  |
| Moscou Skate                |         |         |         | 1re     |         |         |         |         |         |  |  |  |  |  |
| Trophée NHK                 |         |         | 3e      |         |         | 2e      |         |         | 4e      |  |  |  |  |  |
| Légende : F = Forfait       |         |         |         |         |         |         |         |         |         |  |  |  |  |  |

## Cinéma
Dans le film retraçant sa vie Moi, Tonya, sorti en 2017, c'est l'actrice Margot Robbie qui interprète son rôle.